# Baiyun

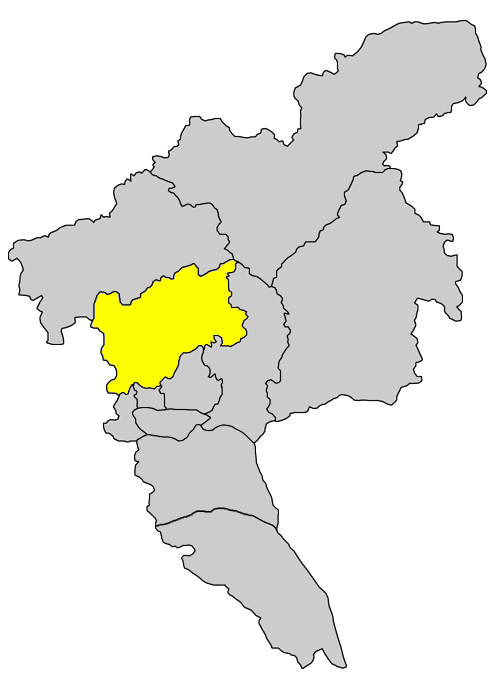
Lage des Stadtbezirks Baiyun innerhalb der Stadt Guangzhou

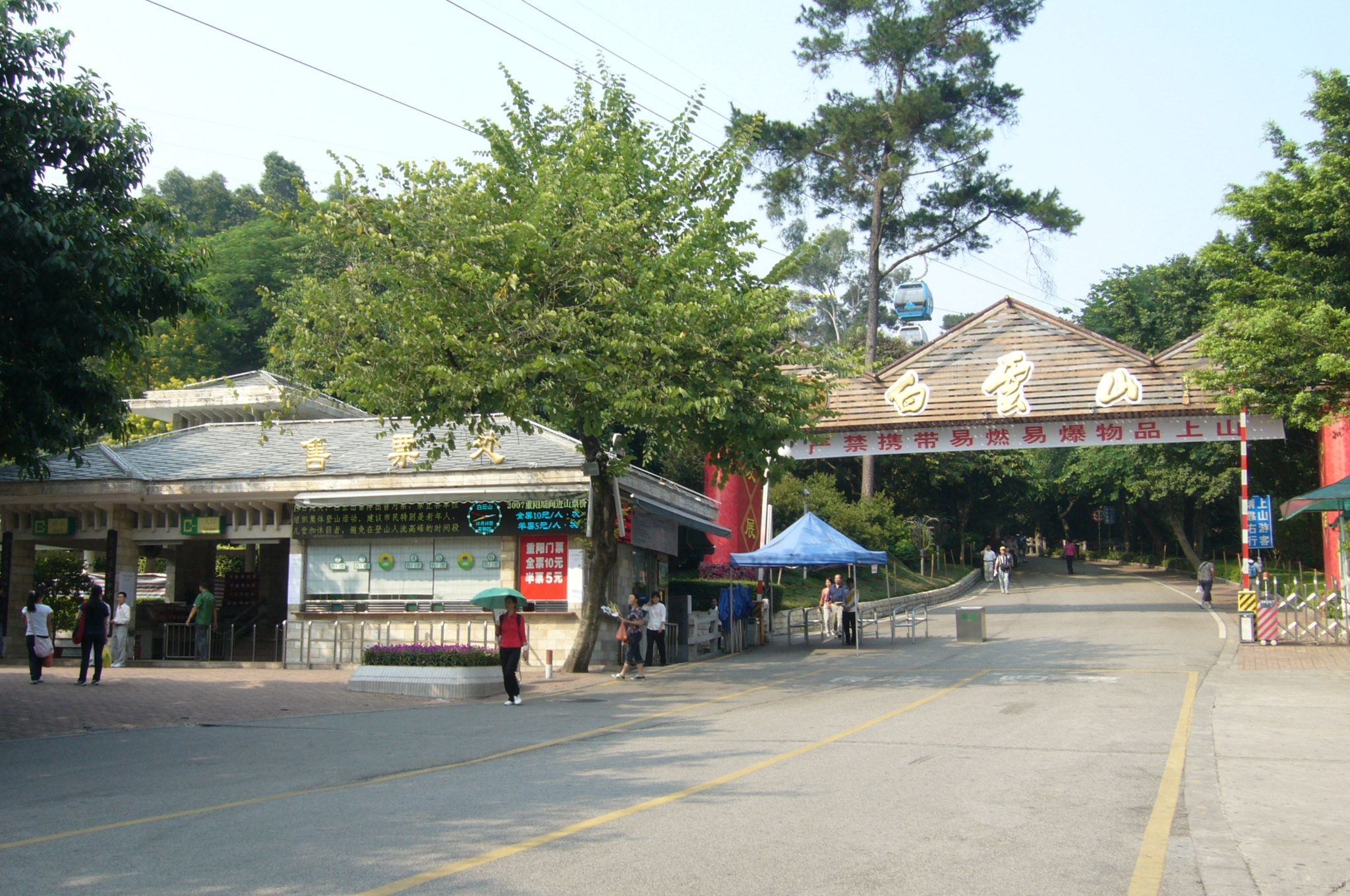
Aufstieg auf den Baiyun Shan (白云山, "Berg der Weißen Wolken")

Baiyun (chinesisch 白云区, Pinyin Báiyún Qū) ist ein Stadtbezirk der Stadt Guangzhou in der chinesischen Provinz Guangdong. Er liegt im Norden Guangzhous und grenzt an den Stadtbezirk Huadu. Den Namen Baiyun hat der Stadtbezirk vom gleichnamigen Berg Baiyun (白云山) erhalten.
Die Fläche beträgt 795,8 Quadratkilometer und die Einwohnerzahl 3.742.991 (Stand: Zensus 2020). Vor der Verwaltungsreform am 28. April 2005, bei der größere Teile Baiyuns an die Stadtbezirke Yuexiu und Luogang abgegeben wurden, hatte Baiyun eine Fläche von 825 km² und ca. 870.000 Einwohner (2001).
Der in Baiyuns Straßenviertel Sanyuanli gelegene Stätte des ‚Briten-Bezwinger‘-Korps in Sanyuanli (三元里平英团遗址, Sanyuanli pingyingtuan yizhi) steht auf der Liste der Denkmäler der Volksrepublik China.

## Administrative Gliederung
Baiyun setzt sich aus 16 Straßenvierteln zusammen (Mai 2005).

## Ethnische Gliederung der Bevölkerung Baiyuns (2000)
Beim Zensus im Jahr 2000 (vor mehreren Verwaltungsreformen) wurden in Baiyun noch 1.748.722 Einwohner gezählt.
| Name des Volkes | Einwohner | Anteil  |
| --------------- | --------- | ------- |
| Han             | 1.720.316 | 98,38 % |
| Zhuang          | 14.832    | 0,85 %  |
| Tujia           | 2.972     | 0,17 %  |
| Miao            | 2.380     | 0,14 %  |
| Yao             | 1.855     | 0,11 %  |
| Hui             | 1.326     | 0,07 %  |
| Mandschu        | 831       | 0,05 %  |
| Dong            | 828       | 0,05 %  |
| Bouyei          | 641       | 0,04 %  |
| Mongolen        | 541       | 0,03 %  |
| Koreaner        | 354       | 0,02 %  |
| Mulam           | 293       | 0,02 %  |
| She             | 219       | 0,01 %  |
| Li              | 208       | 0,01 %  |
| Yi              | 186       | 0,01 %  |
| Sonstige        | 940       | 0,05 %  |

## Infrastruktur
Baiyun ist der Standort des internationalen Flughafens von Guangzhou.
Durch den Stadtbezirk verläuft eine Schnellstraße, die den Flughafen mit dem Stadtzentrum verbindet.